# بني امحمد (سيدي علي بورقبة)
بني امحمد هي إحدى مشيخات المملكة المغربية، تتبع جغرافيا لإقليم تازة وإداريًا لسيدي علي بورقبة. يقدر عدد سكانها بـ 14464 نسمة حسب الإحصاء الرسمي للسكان والسكنى لسنة 2004.